# Malene Mortensen
Malene Winter Mortensen (ur. 23 maja 1982 roku) – duńska piosenkarka jazzowo-popowa.
Absolwentka Danish Sankt Annæ Gymnasium. Reprezentantka Danii podczas 47. Konkursu Piosenki Eurowizji (2002)..

## Kariera muzyczna
W 2001 została finalistką muzycznego programu telewizyjnego Stjerne for en aften. W lutym 2002 zwyciężyła z utworem „Vis mig hvem du er” w 33. edycji programu Dansk Melodi Grand Prix, dzięki czemu została reprezentantką Danii podczas 47. Konkursu Piosenki Eurowizji w Tallinnie. 25 maja wystąpiła w finale konkursu z anglojęzyczną wersją utworu, „Tell Me Who You Are”, i zajęła ostatnie miejsce w głosowaniu. Po finale podkreśliła, że była zaskoczona wynikiem i wzięła na siebie winę za porażkęw konkursie. W 2003 wydała album pt. Paradise, na którym gościnnie zagrali znani duńscy muzycy: pianista Niels Lan Doky, basista Niels-Henning Ørsted Pedersen i perkusista Alex Riel. 
W kolejnych latach wydała jeszcze kilka płyt: Date with a Dream (2005), Malene (2006), Agony & Ecstasy (2009), You Go To My Head (2012) i Still in Love with You (2014), który został wydany w Tajlandii. W 2008 roku wydała dwupłytowe wydawnictwo pt. Malene Chante Noël, które zawierało jej autorskie utwory świąteczne utwory oraz nowe aranżacje przebojów bożonarodzeniowych

## Życie prywatne
Podczas nauki w Danish Sankt Annæ Gymnasium spotykała się z Andersem Meinhardtem.

## Dyskografia
| Albumy studyjne - Paradise (2003) - Date with a Dream (2005) - Malene (2006) - Agony & Ecstasy (2009) - You Go To My Head (2012) - Still in Love with You (2014) | Albumy świąteczne - Malene Chante Noël (2008) |